# Anthony Ireland
Pour les articles homonymes, voir Ireland.
Anthony Ireland, né le 25 septembre 1991 à Waterbury, est un joueur américain professionnel de basket-ball.

## Amateur
Lycée
- 0000-2010 :  Crosby High School (Connecticut)

Université
- 2010-2014 :  Loyola Marymount (NCAA 1)

## Clubs
- 2014-2015 :  Élan sportif chalonnais (Pro A)
- 2015-2016 :  Arkadikos BC (ESAKE)
- 2016-2017 :  Trefl Sopot (PLK)
- 2017-2018 :  Utenos Juventus (LKL)
- 2017-2018 :  Avtodor Saratov (VTB United League)